# 金浦市

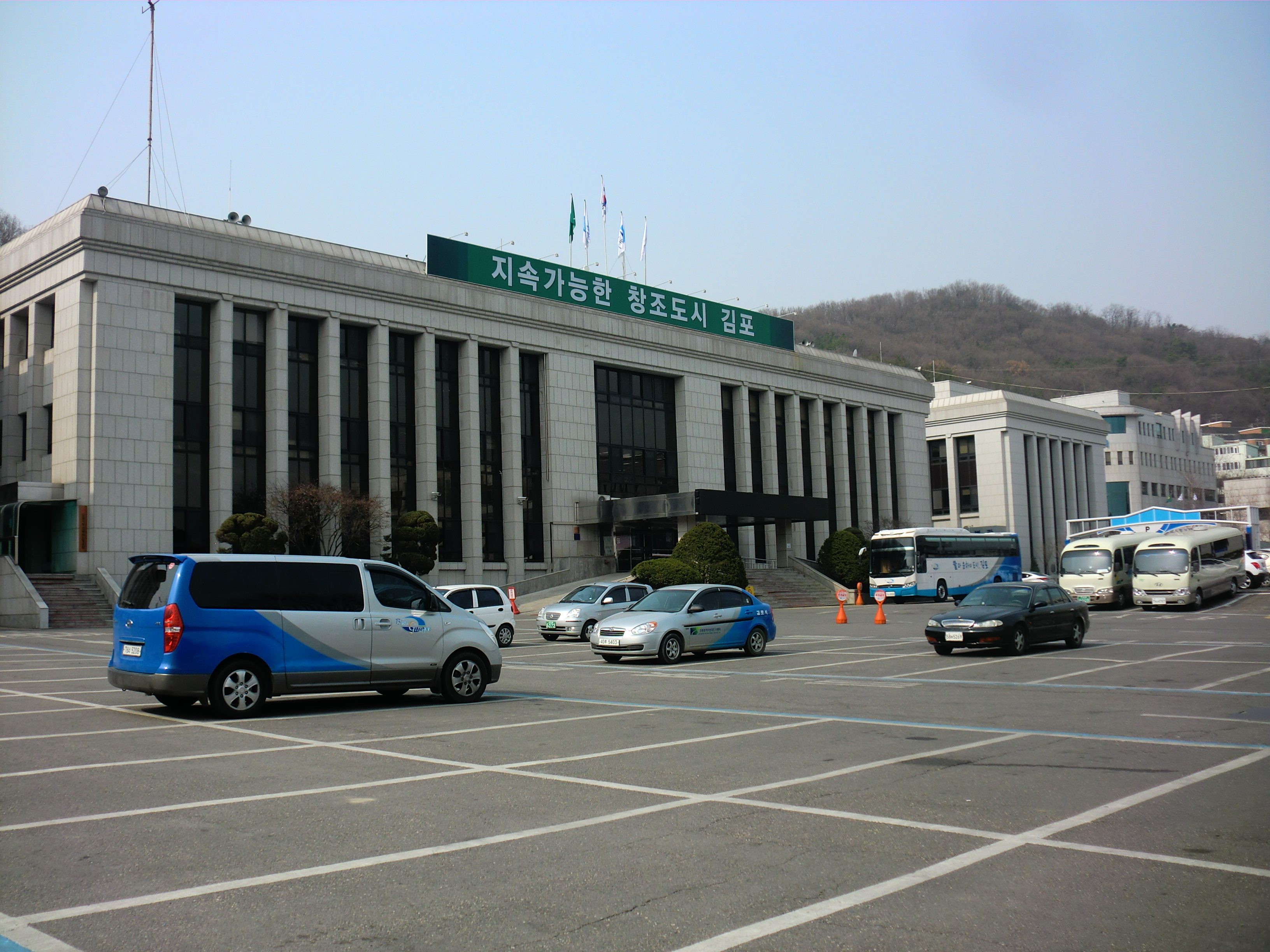
金浦市庁

金浦市（キンポし）は、大韓民国京畿道の北西部にある市であり、2023年2月1日より大都市に指定されている。市の都市ブランドは「Best Gimpo」。

## 概要
ソウル特別市（市庁）より西北西25kmに位置し、漢江西岸に沿って北西から南東へ30kmの細長い市域を持つ。南は仁川広域市と接し、西は江華島（仁川広域市江華郡）と2本の橋で結ばれ、最北部は軍事境界線に接する。
金浦国際空港はかつて金浦郡（現・金浦市）にあったが、1963年に空港がある地域はソウル特別市に編入されたため、現在は空港はその名称にもかかわらず金浦ではなくソウルにある。
ソウル特別市へ編入させる計画（メガソウル構想）があり、2023年11月時点では与党の国民の力が推進している。

## 沿革
- 1895年6月23日 - 二十三府制施行により仁川府金浦郡となったが、翌年の十三道制の施行により京畿道に属す。
- 1914年4月1日 - 郡面併合により、通津郡・陽川郡が金浦郡に編入。金浦郡に以下の面が成立。[4]（9面）
  - 霞城面・月串面・大串面・陽村面・郡内面・黔丹面・高村面・陽西面・陽東面
- 1936年4月1日 - 陽東面の一部が京城府に編入。[5]（9面）
- 1938年1月1日 - 郡内面が金浦面に改称。[6]（9面）
- 1958年 - 金浦国際空港が開港。
- 1963年1月1日 - 陽東面・陽西面がソウル特別市江西区に編入[7]。これにより金浦国際空港が郡域外となる。（7面）
- 1973年7月1日 - 富川郡桂陽面・吾丁面を編入。[8]（9面）
- 1975年10月1日 - 吾丁面が富川市に編入。（8面）
- 1979年5月1日 - 金浦面が金浦邑に昇格。[9]（1邑7面）
- 1983年2月15日 - 陽村面の一部（馬松里・道沙里・水站里）・月串面の一部（西岩里・冬乙山里・帰田里・高亭里・甕井里）および大串面佳峴里が合併して通津面が発足。[10]（1邑8面）
- 1989年1月1日 - 桂陽面が仁川直轄市（現・仁川広域市）北区（現・桂陽区）に編入。[11]（1邑7面）
- 1995年1月1日 - 黔丹面が仁川広域市西区に編入。[12]（1邑6面）
- 1998年4月1日 - 金浦郡が金浦市に昇格。[13]（6面3行政洞）
  - 金浦邑が3つの洞に分割。
- 2003年9月1日 - 金浦3洞が分割し、沙隅洞と豊舞洞がそれぞれ発足。（6面4行政洞）
- 2004年1月1日 - 通津面が通津邑に昇格。[14]（1邑5面4行政洞）
- 2009年9月1日（2邑4面4行政洞）[15]
  - 高村面が高村邑に昇格。
  - 陽村面の一部（麻山里および九来里の一部）を法定洞の九来洞・麻山洞に改編して行政洞の金浦2洞に編入。
- 2011年11月14日 - 陽村面が陽村邑に昇格。[16]（3邑3面4行政洞）
- 2012年9月24日 - 金浦2洞の一部が分立して場基洞が発足。（3邑3面5行政洞）
- 2013年
  - 6月 - 住民登録人口が30万人を突破した。
  - 10月28日 - 行政洞の金浦2洞のうち法定洞の九来洞・麻山洞が分立して行政洞の九来洞が発足。（3邑3面6行政洞）
- 2015年2月2日 - 金浦2洞の一部が分立して雲陽洞が発足。（3邑3面7行政洞）
- 2017年4月18日 - 金浦1洞が金浦本洞に、金浦2洞が場基本洞にそれぞれ改称。[17]
- 2018年4月 - 住民登録人口が40万人を突破した。

## 行政

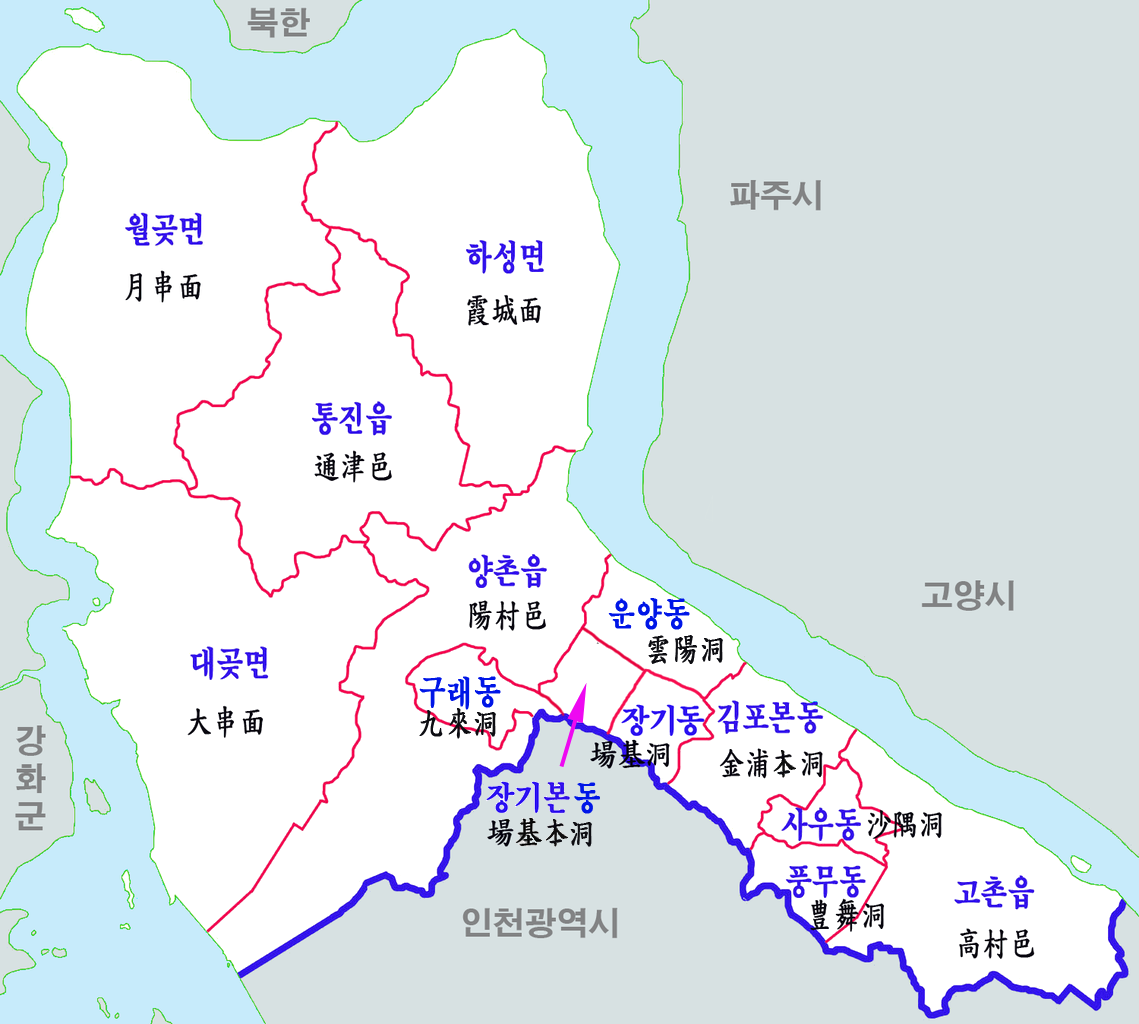
行政区域図

### 下部行政区画
3邑3面8洞からなる。
| 行政洞・邑・面 | 法定洞・法定里                                                                                               |
| -------------- | --- |
| 金浦本洞       | 北辺洞、傑浦洞、坎井洞                                                                                       |
| 場基本洞       | 場基洞 |
| 沙隅洞         | 沙隅洞 |
| 豊舞洞         | 豊舞洞 |
| 場基洞         | 場基洞、坎井洞                                                                                               |
| 九来洞         | 九来洞 |
| 麻山洞         | 麻山洞 |
| 雲陽洞         | 雲陽洞 |
| 通津邑         | 道沙里、馬松里、西岩里、水站里、佳峴里、冬乙山里、帰田里、高亭里、甕井里                                     |
| 高村邑         | 香山里、楓谷里、台里、新谷里、銭湖里                                                                         |
| 陽村邑         | 陽谷里、楼山里、席毛里、九来里、大浦里、鶴雲里、柳峴里、興新里                                               |
| 霞城面         | 麻谷里、石灘里、後坪里、柿岩里、麻造里、佳金里、楊沢里、元山里、霞沙里、奉城里、顛流里、麻近浦里             |
| 月串面         | 郡下里、古幕里、葛山里、高陽里、浦内里、城東里、甫口串里、龍康里、祖江里、開谷里                             |
| 大串面         | 大陵里、大碧里、薬岩里、上馬里、栗生里、草元芝里、巨物垈里、吾尼山里、松麻里、石井里、砕岩里、新雁里、大明里 |

### 警察
- 金浦警察署

### 消防
- 金浦消防署

## 教育

### 専門大学
- 金浦大学

### 高等学校
公立
- 金浦高等学校
- 金浦第一高等学校
- 金浦第一工業高等学校
- 沙隅高等学校
- 豊舞高等学校
- 霞城高等学校（へき地校：休戦ラインに接した地域ラ級）
- 場基高等学校
- 馬松高等学校
- ソルト高等学校

私立
- 金浦外国語高等学校
- 通津高等学校
- 陽谷高等学校

### 中学校
- 市内には中学校が22校ある。

### 小中学校
- 市内には小学校が41校ある。

### 特別支援学校
- セソル学校

## 交通

### 鉄道
- 金浦都市鉄道

陽村駅 - 九来駅 - 麻山駅 - 場基駅 - 雲陽駅 - 傑浦北辺駅 - 沙隅駅 - 豊舞駅 - 高村駅

### バス
金浦市の都市型バスは高陽市の大化駅・鼎鉢山駅、仁川広域市の桂陽駅・富平駅、ソウル特別市の桂陽駅・永登浦駅などを、一般座席バスは金浦国際空港を、直行座席バスはソウル特別市の弘大入口駅・ソウル駅・江南駅と仁川国際空港などを結ぶ。
金浦市の運転免許持ちのバス以外に仁川広域市・高陽市・楊州市のバスが乗り入れている。
高速・市外バスは、江華島行きの一部の路線のみ北辺乗換センターに停車している為、基本的に近くの金浦国際空港（空港リムジン）とソウル高速バスターミナルが利用されている。

### 高速道路
- 首都圏第一循環高速道路
  - 金浦IC - 金浦料金所
- 首都圏第二循環高速道路
  - 黔丹陽村IC
  - 大串IC
  - 西金浦通津IC

### 国道
- 国道39号線 (韓国)
- 国道48号線

## 観光
- 文殊山城
- 愛妓峰平和生態公園

## スポーツ
サッカーの金浦FCが2013年に設立され、2022年からKリーグに入会している。

## 姉妹都市・提携都市

### 国内
- 尚州市（慶尚北道）- 2011年（平成23年）7月22日提携。
- 海南郡（全羅南道）- 2012年（平成24年）5月30日提携。

### 海外
- 新民市（中国遼寧省）
- 菏沢市（中国山東省）- 2006年（平成18年）2月15日提携。
- リバティーカウンティ（アメリカ合衆国）
- グレンデール（アメリカ合衆国）- 2010年（平成22年）9月30日提携。

## 外部サイト
- 金浦市公式サイト（日本語）